# Giulio Ciccone
Giulio Ciccone (Chieti, 20 dicembre 1994) è un ciclista su strada italiano che corre per il team Lidl-Trek.
Professionista dal 2016, ha caratteristiche di scalatore: in carriera, ha conquistato la maglia azzurra al Giro d'Italia 2019 e la maglia a pois al Tour de France 2023. Ha inoltre vinto 3 tappe al Giro d'Italia e vestito per due giorni la maglia gialla al Tour de France 2019. Tra i suoi altri successi, il Giro dell'Appennino 2018, il Trofeo Laigueglia 2020 e la Classica di San Sebastián 2025.

## Carriera

### 2013-2015: gli inizi da dilettante
Dimostra buone potenzialità in salita già da dilettante: nel 2015, correndo per il Team Colpack, vince la classifica degli scalatori (con un secondo posto di tappa) al Giro della Valle d'Aosta, si impone nella Bassano-Monte Grappa, arriva sesto nella classifica finale del Tour de l'Avenir e secondo al Piccolo Giro di Lombardia. Nella seconda parte di stagione, con in mano un contratto già firmato per il team Professional Bardiani-CSF, vince anche la Milano-Rapallo e la Coppa Città di San Daniele battendo il favorito Gianni Moscon. Questa vittoria gli permette di conquistare la vetta della classifica del Prestigio Bicisport 2015 e la conseguente vittoria del titolo.

### 2016-2018: gli esordi da professionista

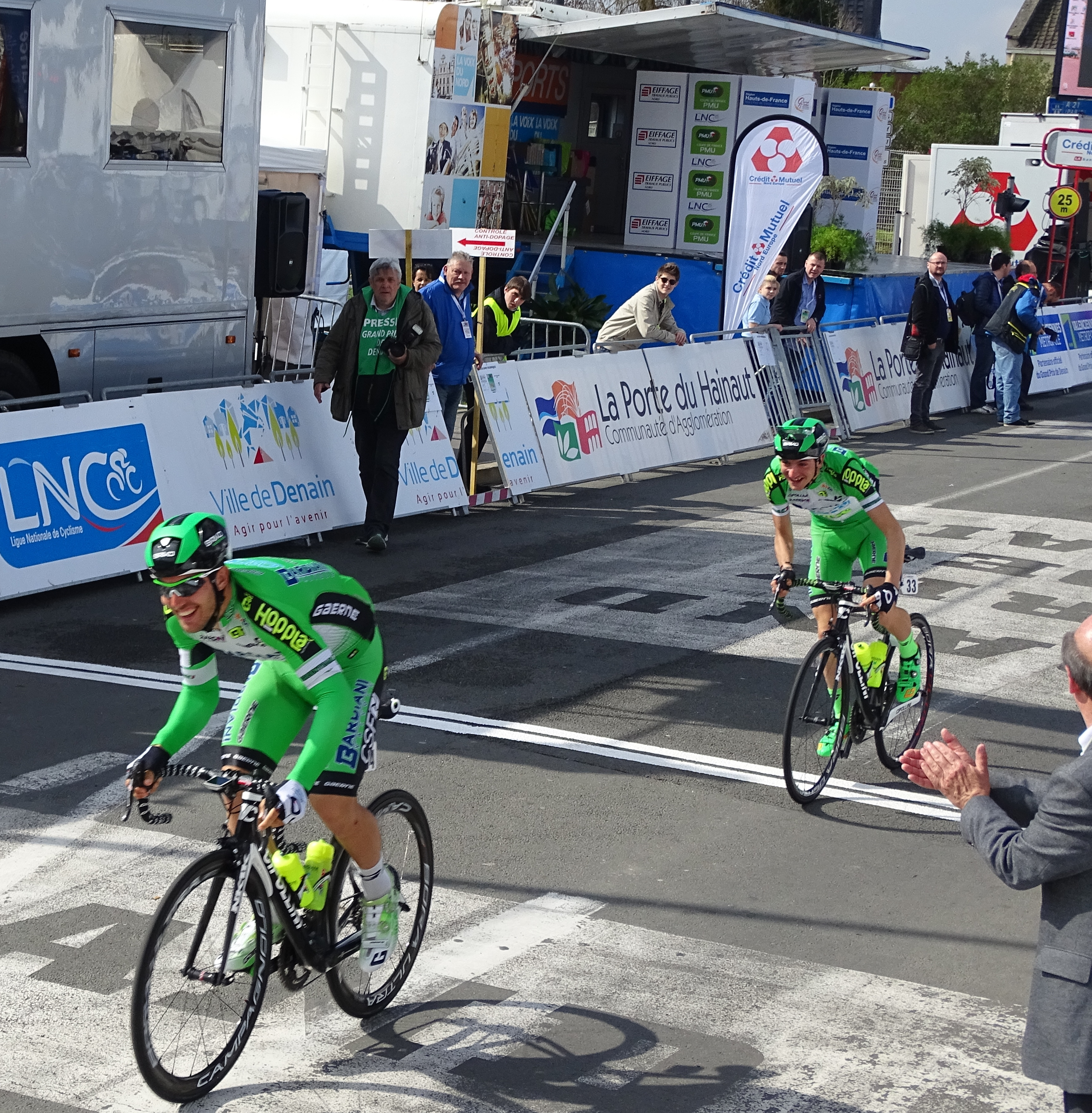
Ciccone (a destra) segue il compagno di squadra della Bardiani CSF, Sonny Colbrelli, sul traguardo del Grand Prix de Denain 2016

Diventa così professionista nel 2016 con la Bardiani-CSF. Nella gara d'esordio, il Gran Premio Costa degli Etruschi, arriva con il gruppo di 11 corridori che si giocano la vittoria, piazzandosi quinto in volata. Successivamente si piazza sesto in classifica alla Settimana Internazionale di Coppi e Bartali e quarto nella seconda tappa del Giro del Trentino, con arrivo su una salita breve ad Anras, vestendo anche la maglia bianca di miglior giovane prima che un virus intestinale lo costringa ad abbandonare la corsa. Pochi giorni dopo prende il via al suo primo Giro d'Italia. Nella decima tappa, di media montagna, con arrivo a Sestola, entra nella fuga buona. Si impone con un allungo nel penultimo tratto di discesa prima della rampa finale, andando a vincere con 42" su Ivan Rovnyj e 1'20" su Darwin Atapuma. Successivamente non prende il via della diciannovesima tappa a causa di problemi fisici e la molta stanchezza accumulata.

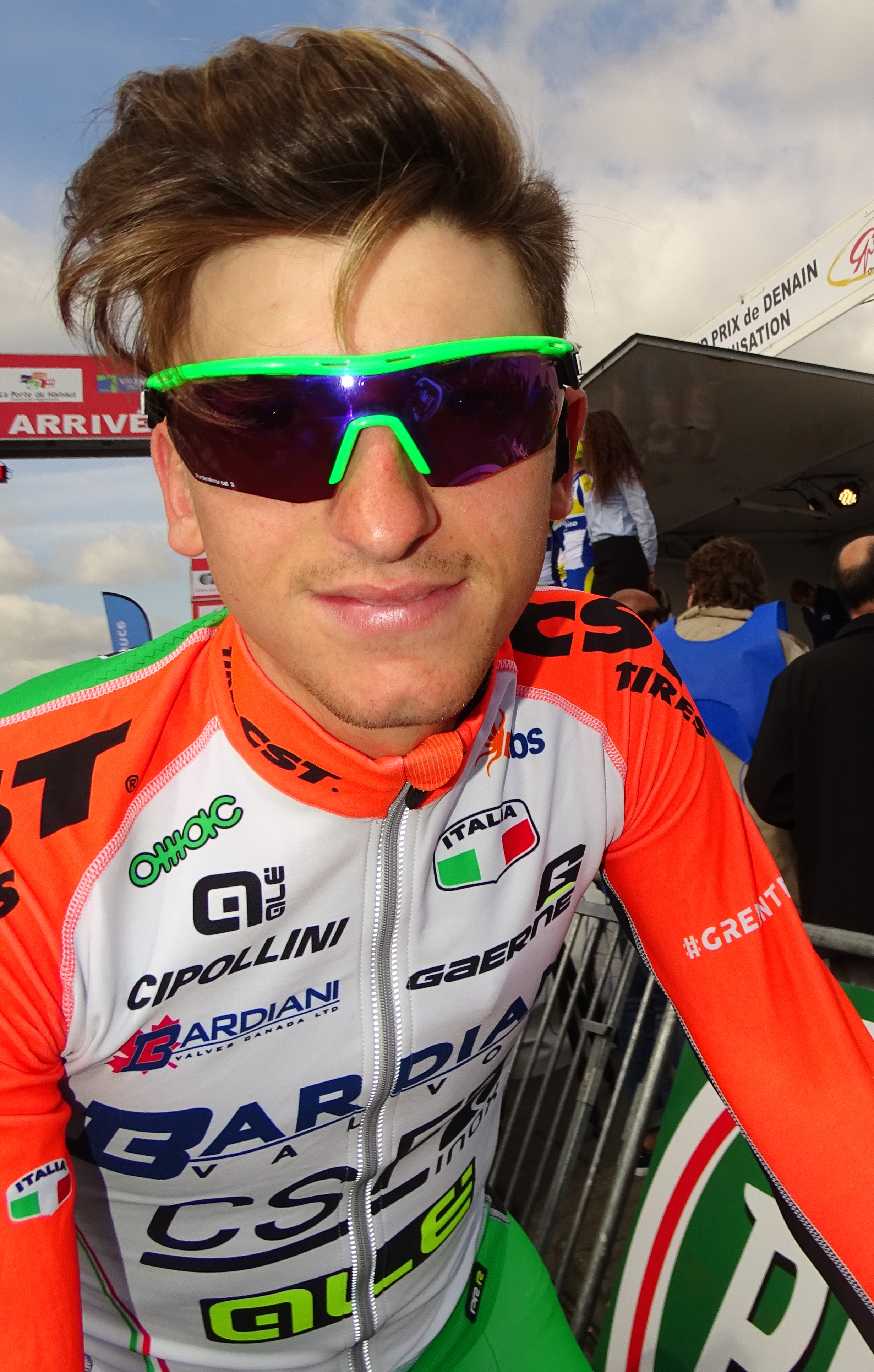
Ciccone al Grand Prix de Denain 2017

L'inizio della stagione 2017 è molto travagliato a causa di vari infortuni che lo penalizzano. Rientra in gara dopo due operazioni al cuore, e partecipa al Giro d'Italia senza ottenere risultati di rilievo: conclude la corsa rosa con il 95º posto in classifica generale. A luglio partecipa al Giro d'Austria, convocato in maglia azzurra della nazionale italiana dal commissario tecnico Davide Cassani, e nella quarta frazione con arrivo in salita a Kitzbühel ottiene un buon terzo posto dietro al vincitore Miguel Ángel López e a Stefan Denifl; conclude invece al quarto posto la successiva tappa di alta montagna, dopo aver distanziato anche il gruppo degli uomini di classifica. In luglio prende il via al Tour of Utah, concludendo sesto. Nella corsa statunitense dimostra subito una buona condizione: prima si mette in mostra nella terza frazione, la cronoscalata individuale, concludendo al quinto posto, e poi, nella quinta tappa, scollina in prima posizione sui due GPM di giornata. L'indomani, nella sesta tappa con arrivo al termine di una salita di 8 km, stacca in solitaria tutti gli avversari ai −3,7 km dal traguardo e giunge al traguardo vittorioso. Chiude la stagione 2017 con un altro podio prestigioso, il terzo posto posto ottenuto alla Pro Ötztaler 5500, preceduto dal vincitore Roman Kreuziger e da Simon Špilak.
Inizia la stagione 2018 alla Colombia Oro y Paz, dove dopo un inverno meno travagliato del precedente, appare già in buona forma. In Italia si mette in luce al Gran Premio di Larciano, e conclude quindi decimo alla Settimana Internazionale di Coppi e Bartali, con un terzo posto parziale, e nono al Tour of the Alps, dove è costantemente tra i migliori. La prima vittoria stagionale arriva al Giro dell'Appennino, nel quale, dopo aver fatto il vuoto sul Passo della Bocchetta, regola al traguardo di Genova Fausto Masnada e Amaro Antunes. Dopo aver corso il Giro d'Italia, piazzandosi quarto nella tappa di Cervinia e secondo nella classifica dei GPM (preceduto dal solo Chris Froome), conclude al secondo posto l'Adriatica Ionica Race e vince la classifica scalatori al Giro di Slovacchia.

### 2019: la maglia azzurra al Giro d'Italia

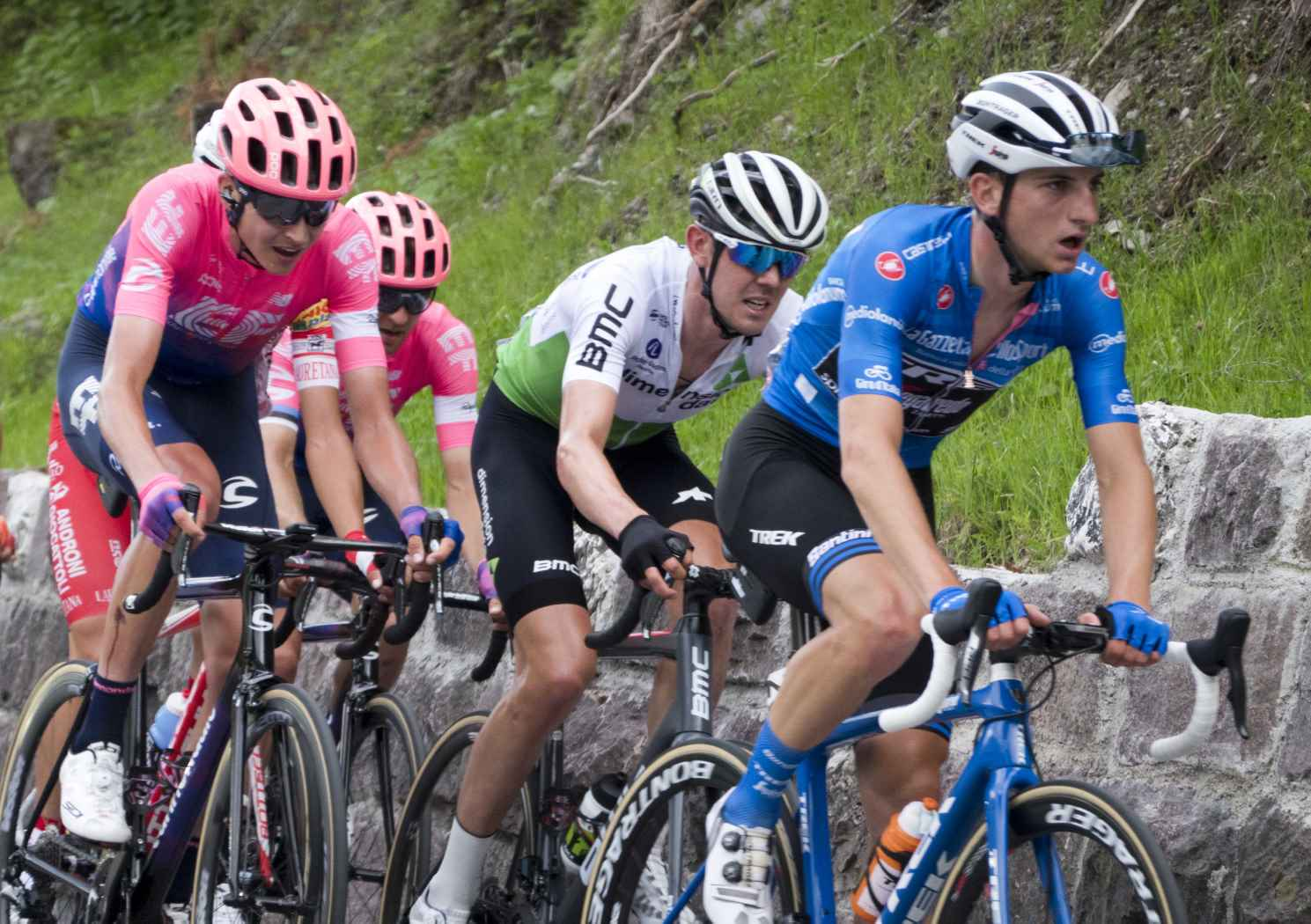
Ciccone (primo da destra) in maglia azzurra al Giro d'Italia 2019

A partire dalla stagione 2019 si trasferisce alla Trek-Segafredo, formazione World Tour. Inizia la stagione con un decimo posto al Challenge de Mallorca. 
Convocato in Nazionale per il Trofeo Laigueglia, si dimostra tra i migliori in salita e giunge in sesta posizione. 
Il 23 febbraio centra la vittoria nella seconda tappa del Tour du Haut Var. In seguito partecipa alla Parigi-Nizza.
Il 28 maggio 2019 vince la sedicesima frazione del Giro d'Italia 2019, tappa di alta montagna con partenza da Lovere e arrivo a Ponte di Legno, dopo essere transitato per primo sul Passo del Mortirolo, montagna Pantani del Giro. Al termine della competizione si aggiudica anche la maglia blu di leader della classifica scalatori.
Successivamente, grazie agli ottimi risultati conseguiti al Giro, prende parte anche al Tour de France, in supporto al capitano Richie Porte. Al termine della sesta tappa, con arrivo a La Planche des Belles Filles, conclusa in seconda posizione (battuto dal belga Dylan Teuns) dopo una lunga fuga, conquista la maglia gialla per 6 secondi su Julian Alaphilippe; dopo due giorni è costretto a cedere il simbolo del primato allo stesso Alaphilippe, ma mantiene la maglia bianca fino al termine della decima tappa, quando a indossarla è Egan Bernal, che poi vincerà il Tour.

### 2020: la stagione della COVID-19
Inizia la stagione 2020 vincendo il Trofeo Laigueglia, prima gara stagionale: nell'occasione, correndo con la maglia della Selezione italiana, è autore di un forcing sulla salita di Colla Micheri con altri tre attaccanti; prima dello scollinamento allunga sui tre rivali e al termine della discesa giunge solitario al traguardo, vincitore con 32" di margine su Biniam Girmay e Diego Rosa.

### 2023: la maglia a pois al Tour de France

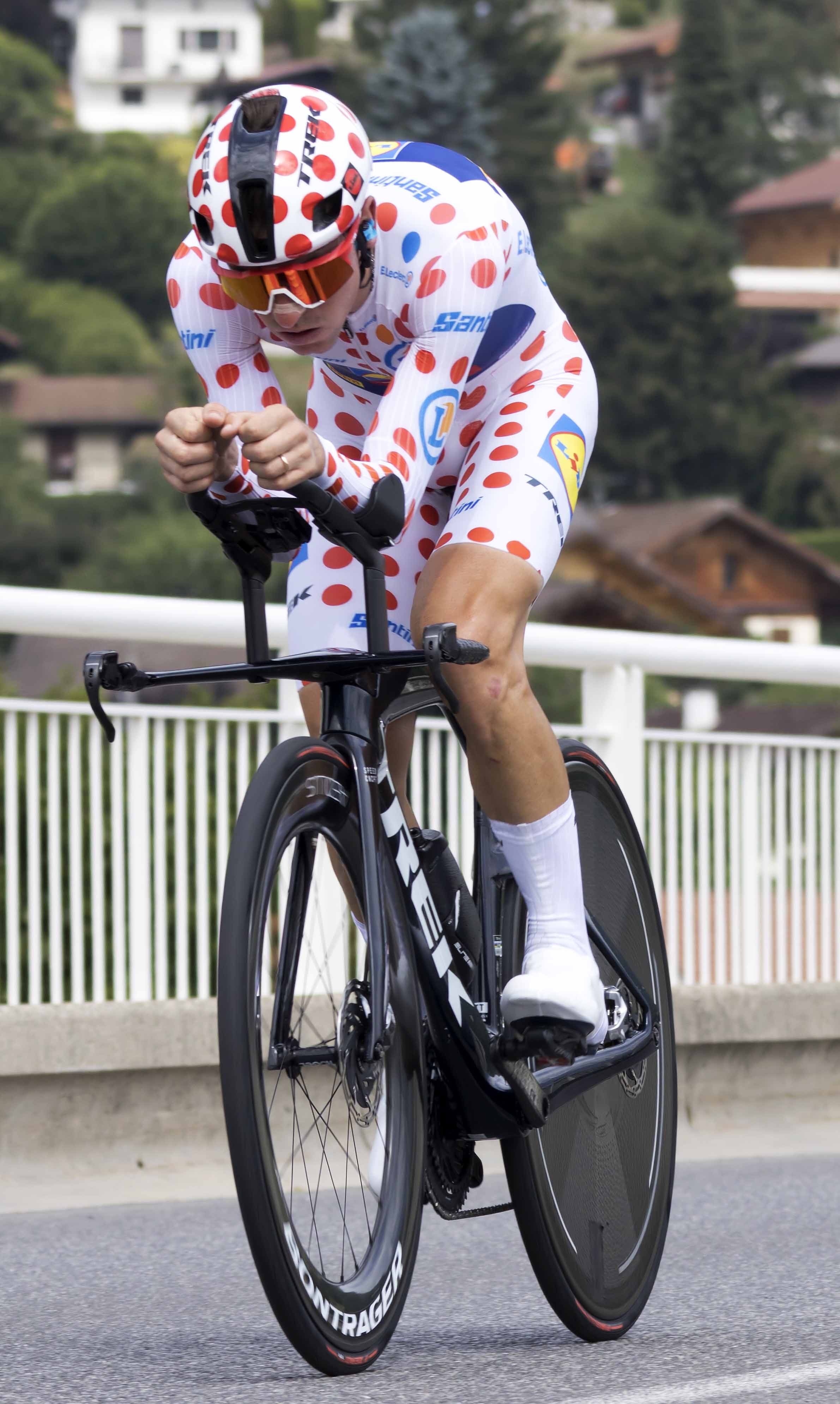
Ciccone, in maglia a pois, impegnato durante una cronometro al Tour de France 2023

La prima parte della stagione 2023, vissuta in preparazione al Giro d'Italia, è molto promettente: oltre a due vittorie di tappa, una alla Volta a la Comunitat Valenciana (in cui si aggiudica anche la classifica a punti) e una alla Volta a Catalunya, conclude nei primi 10 tutte le brevi corse a tappe a cui prende parte. Partecipa inoltre alle classiche delle Ardenne, cogliendo un quinto posto alla  Freccia Vallone e un tredicesimo alla Liegi-Bastogne-Liegi. Il giorno seguente, tuttavia, risulta positivo al COVID-19 e, dopo una settimana in cui continuano a persistere i sintomi, decide di comune accordo con la Trek-Segafredo di non partecipare alla Corsa Rosa.
Torna alle corse a inizio giugno, al Giro del Delfinato, aggiudicandosi l'ultima frazione e la maglia a pois riservata al miglior scalatore. Partecipa quindi al Tour de France con due obiettivi principali: una vittoria di tappa e la maglia a pois; giunge secondo, dopo essere entrato nella fuga di giornata, nella quinta frazione, e al termine della quindicesima, dopo aver fatto nuovamente parte dei battistrada, veste per la prima volta la maglia a pois. Nelle tappe successive riesce a mantenere la leadership e durante la ventesima tappa si assicura matematicamente la maglia, che mancava in Italia dall'edizione del 1992 con Claudio Chiappucci. A fine stagione si classifica 41º nel ranking mondiale UCI.

### 2024: il podio al Lombardia
Negli ultimi mesi del 2023 Ciccone aveva espresso la volontà di partecipare al seguente Giro d'Italia, con l'obiettivo di un buon piazzamento in classifica generale; a tal proposito, la prima parte della stagione 2024 sarebbe stata programmata in funzione della Corsa Rosa. Tuttavia, il 5 febbraio 2024 è costretto a sottoporsi ad un intervento chirurgico per la rimozione di una cisti pilonidale, con conseguente stop di quattro settimane prima di poter tornare in sella. A causa di ciò non prende parte alla Tirreno-Adriatico e, successivamente, rinuncia nuovamente al Giro d'Italia di comune accordo con il suo team, riprogrammando gli impegni in vista del Tour de France.

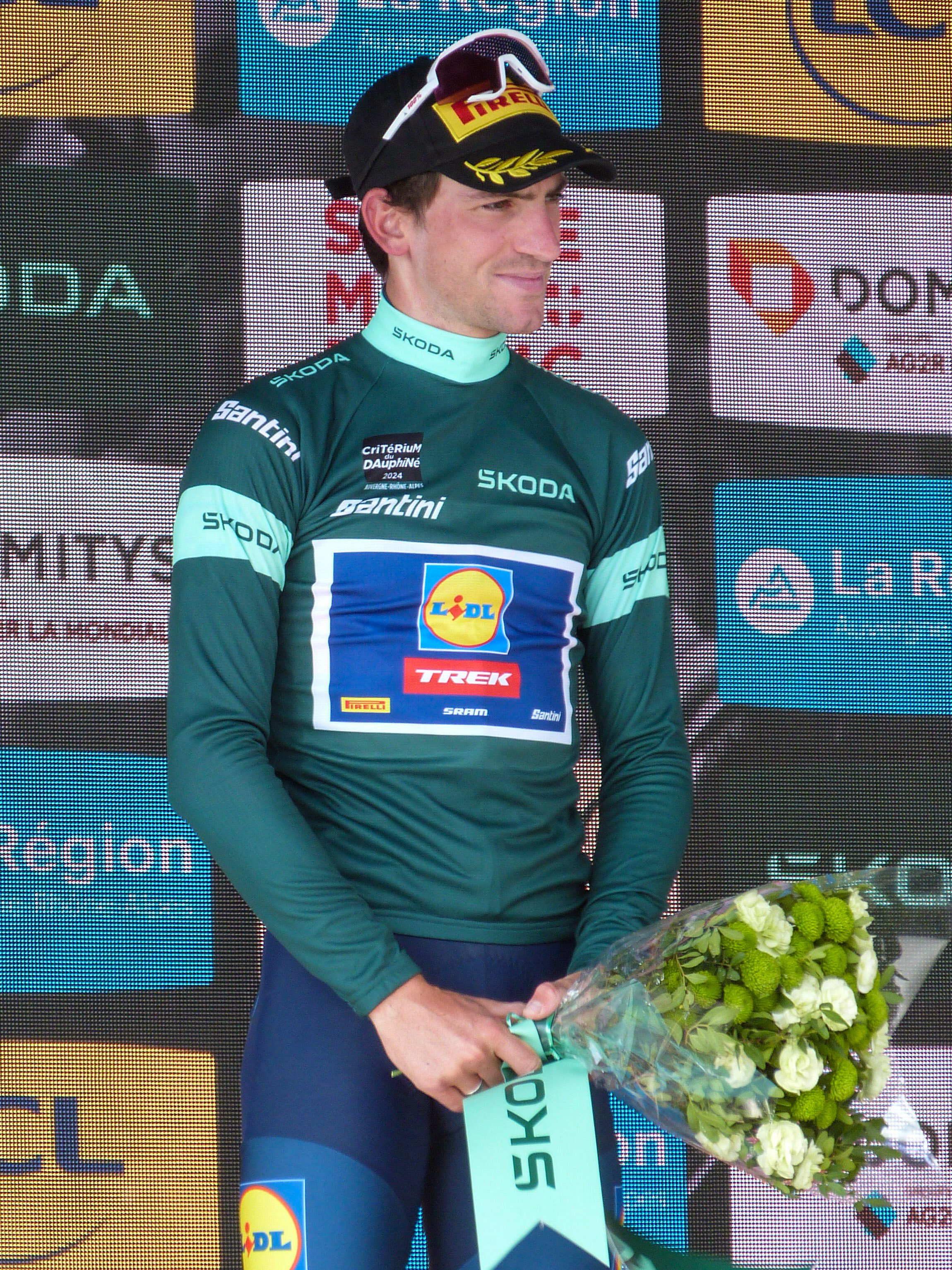
Ciccone in maglia verde al Giro del Delfinato 2024

Di fatto, la sua stagione inizia solamente il 23 aprile, con il Giro di Romandia. Nel mese di giugno partecipa al Giro del Delfinato dimostrandosi molto competitivo in salita, ottenendo un secondo e un terzo posto parziali oltre all'ottavo in classifica generale. Dopo il settimo posto nella prova in linea del campionato italiano, si presenta al via del Tour de France puntando alla top 10 e alla vittoria di tappa: dopo alcune buone prestazioni in tappe di montagna decide di dedicarsi esclusivamente al piazzamento in classifica generale, stabilizzandosi nei primi 10 nella seconda parte della corsa; tuttavia nell'ultima tappa, una cronometro di 33,7 chilometri con arrivo a Nizza, accusa quasi cinque minuti di ritardo dal vincitore Tadej Pogačar, scivolando e concludendo il Tour all'undicesimo posto, che risulta comunque il suo miglior piazzamento in un Grande Giro fino a quel momento.
Dopo una Vuelta a España conclusa anzitempo con un ritiro ed un venticinquesimo posto alla prova in linea del campionato mondiale, in cui risulta il miglior italiano, conclude la stagione con un prestigioso terzo posto al Giro di Lombardia, primo podio in una classica monumento, ottenuto grazie ad un allungo nel finale grazie al quale riesce a distanziare di pochi secondi il gruppetto di inseguitori che si era formato a seguito dell'attacco di Pogačar ed Evenepoel (rispettivamente primo e secondo al traguardo). La stagione lo posiziona 61º nel Ranking UCI.

### 2025: la vittoria a San Sebastián

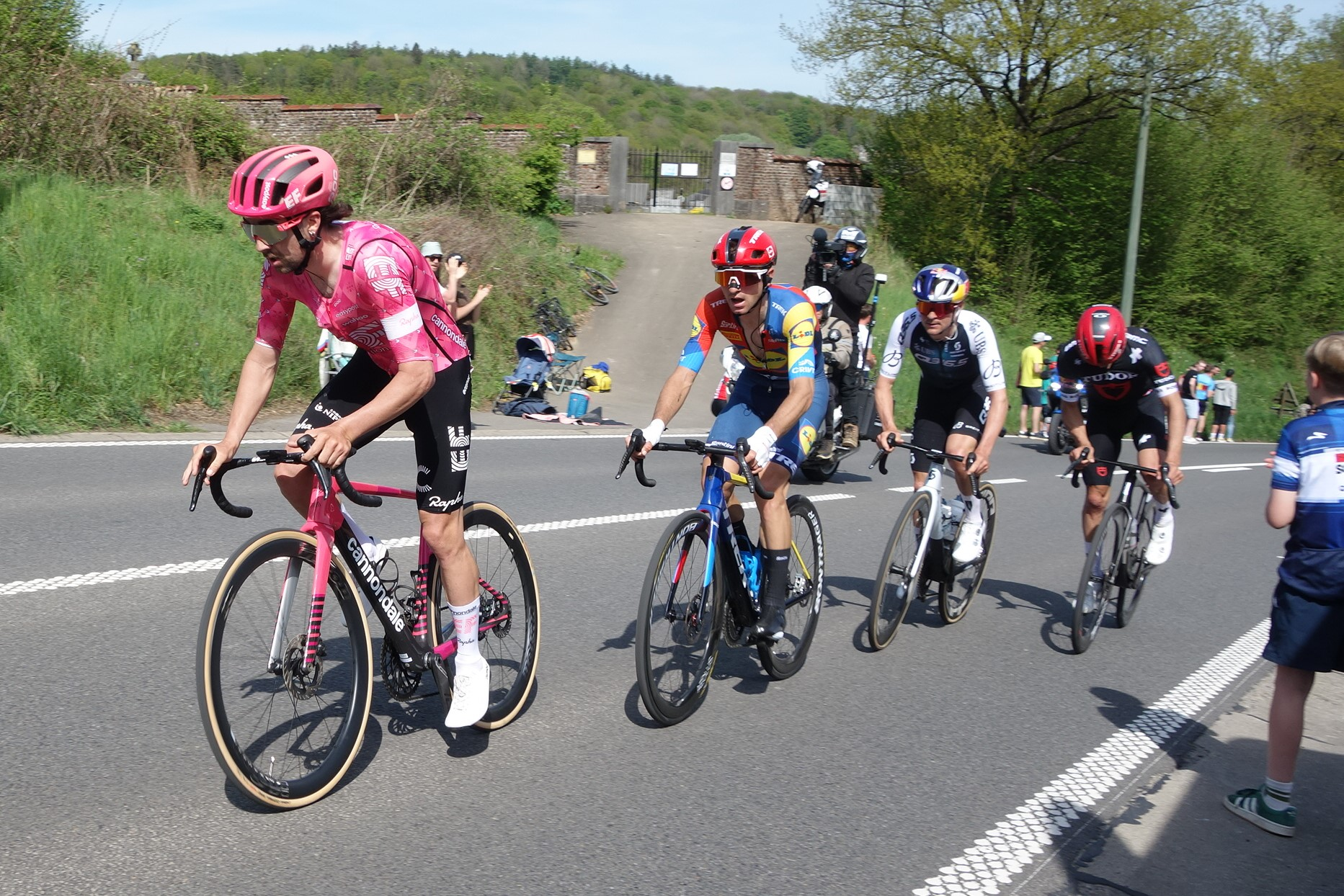
Ciccone (secondo da sinistra), in maglia Lidl-Trek, segue Ben Healy durante il passaggio sulla Côte des Forges alla Liegi-Bastogne-Liegi 2025

La stagione 2025, nuovamente programmata in funzione del Giro d'Italia, inizia a febbraio con la partecipazione all'UAE Tour, in cui dimostra progressi a cronometro e buone performance nelle tappe più impegnative, con un secondo posto nella frazione conclusiva e soprattutto nella classifica generale, a 1'14" da Pogačar. Il 21 aprile ottiene la prima vittoria stagionale nella tappa inaugurale del Tour of the Alps, che conclude in quarta posizione, e pochi giorni dopo termina al secondo posto la Liegi-Bastogne-Liegi, preceduto nuovamente dallo sloveno della UAE. Al Giro d'Italia mostra un ottimo stato di forma, ottenendo tre top 5 nelle tappe più movimentate delle prime due settimane. Alla quattordicesima tappa, durante il passaggio nel centro di Nova Gorica, rimane vittima di una caduta avvenuta nelle prime posizioni del gruppo, causata dai sampietrini resi scivolosi dalla pioggia: giunge al traguardo con oltre 16 minuti di ritardo e gli esami effettuati successivamente rilevano un ematoma e una lesione al quadricipite destro, costringendolo al ritiro. 
Torna alle corse il 2 agosto alla Classica di San Sebastián. Dopo essere fuoriuscito dal gruppo insieme a Isaac Del Toro sulla penultima ascesa, a circa 45 chilometri dal traguardo, resiste al ritorno di Jan Christen sull'asperità finale e successivamente contrattacca, scollinando con un margine di circa 10 secondi che riesce a gestire fino all'arrivo, aggiudicandosi così la prima classica del circuito World Tour in carriera.

## Palmarès

### Strada
- 2014 (Team Colpack)

Gran Premio Città di Boscochiesanuova
Trofeo Rigoberto Lamonica
- 2015 (Team Colpack)

Gran Premio Città di Boscochiesanuova
Bassano-Monte Grappa
Milano-Rapallo
Coppa Città di San Daniele
- 2016 (Bardiani-CSF, una vittoria)

10ª tappa Giro d'Italia (Campi Bisenzio > Sestola)
- 2017 (Bardiani-CSF, una vittoria)

6ª tappa Tour of Utah (Heber Valley > Snowbird)
- 2018 (Bardiani-CSF, una vittoria)

Giro dell'Appennino
- 2019 (Trek-Segafredo, due vittorie)

2ª tappa Tour du Haut-Var (Le Cannet-des-Maures > Mons)
16ª tappa Giro d'Italia (Lovere > Ponte di Legno)
- 2020 (Trek-Segafredo, una vittoria)

Trofeo Laigueglia
- 2022 (Trek-Segafredo, una vittoria)

15ª tappa Giro d'Italia (Rivarolo Canavese > Cogne)
- 2023 (Trek-Segafredo, tre vittorie)

2ª tappa Volta a la Comunitat Valenciana (Novelda > Benissa)
2ª tappa Volta Ciclista a Catalunya (Mataró > Vallter)
8ª tappa Giro del Delfinato (Le Pont-de-Claix > La Bastille)
- 2025 (Lidl-Trek, tre vittorie)

1ª tappa Tour of the Alps (San Lorenzo Dorsino > San Lorenzo Dorsino)
Classica di San Sebastián
5ª tappa Vuelta a Burgos (Quintana del Pidio > Lagunas de Neila)

#### Altri successi
- 2014 (Team Colpack)

Classifica scalatori Giro della Valle d'Aosta
- 2015 (Team Colpack)

Classifica scalatori Giro della Valle d'Aosta
- 2018 (Bardiani-CSF)

Classifica scalatori Okolo Slovenska
- 2019 (Trek-Segafredo)

Classifica scalatori Giro d'Italia
Cycling Stars Criterium Belluno (gara individuale)
- 2023 (Trek-Segafredo)

Classifica a punti Volta a la Comunitat Valenciana
Classifica scalatori Giro del Delfinato
Classifica scalatori Tour de France
Profronde van Surhuisterveen (gara individuale)
Criterium Cycliste International du Grand Dole Colruyt  (gara individuale)
De Gouden Pijl Emmen (gara individuale)
- 2025 (Lidl-Trek)

Classifica a punti Vuelta a Burgos

## Piazzamenti

### Grandi Giri
- Giro d'Italia

2016: non partito (19ª tappa)
2017: 95º
2018: 40º
2019: 16º
2020: non partito (14ª tappa)
2021: non partito (18ª tappa)
2022: 25º
2025: non partito (15ª tappa)
- Tour de France

2019: 31º
2022: 58º
2023: 32º
2024: 11º
- Vuelta a España

2021: ritirato (16ª tappa)
2024: ritirato (10ª tappa)

### Classiche monumento
- Milano-Sanremo

2018: 66º
2020: 29º
2025: 47º
- Liegi-Bastogne-Liegi

2019: 34º
2023: 13º
2025: 2°
- Giro di Lombardia

2017: 49º
2018: 41º
2019: 22º
2020: 5º
2022: 15º
2024: 3º

### Competizioni mondiali
- Campionati del mondo su strada

Zurigo 2024 - In linea Elite: 25º
- Giochi olimpici

Tokyo 2020 - In linea: 60º